# Selongey
Selongey ist eine französische Gemeinde mit 2.394 Einwohnern (Stand: 1. Januar 2022) im Département Côte-d’Or in der Region Bourgogne-Franche-Comté. Sie gehört zum Arrondissement Dijon und zum Kanton Is-sur-Tille. Die Einwohner werden Selongéen genannt.

## Geographie
Selongey liegt rund 30 Kilometer nordöstlich von Dijon am Fluss Venelle. Umgeben wird Selongey von den Nachbargemeinden Vernois-lès-Vesvres im Nordwesten und Norden, Le Val-d’Esnoms im Norden, Boussenois, Rivière-les-Fosses und Vaux-sous-Aubigny im Nordosten, Occey im Osten, Chazeuil, Véronnes und Orville im Südosten, Til-Châtel im Süden, Échevannes, Crécey-sur-Tille und Villey-sur-Tille im Südwesten, Marey-sur-Tille im Westen sowie Foncegrive im Nordwesten.
Durch die Gemeinde führt die Autoroute A31 und die frühere Route nationale 74 (heutige D974).

## Bevölkerung
| Jahr                       | 1962 | 1968 | 1975 | 1982 | 1990 | 1999 | 2006 | 2012 | 2019 |
| Einwohner                  | 1732 | 2102 | 2363 | 2519 | 2386 | 2233 | 2267 | 2426 | 2407 |
| Quellen: Cassini und INSEE |      |      |      |      |      |      |      |      |      |

## Sehenswürdigkeiten

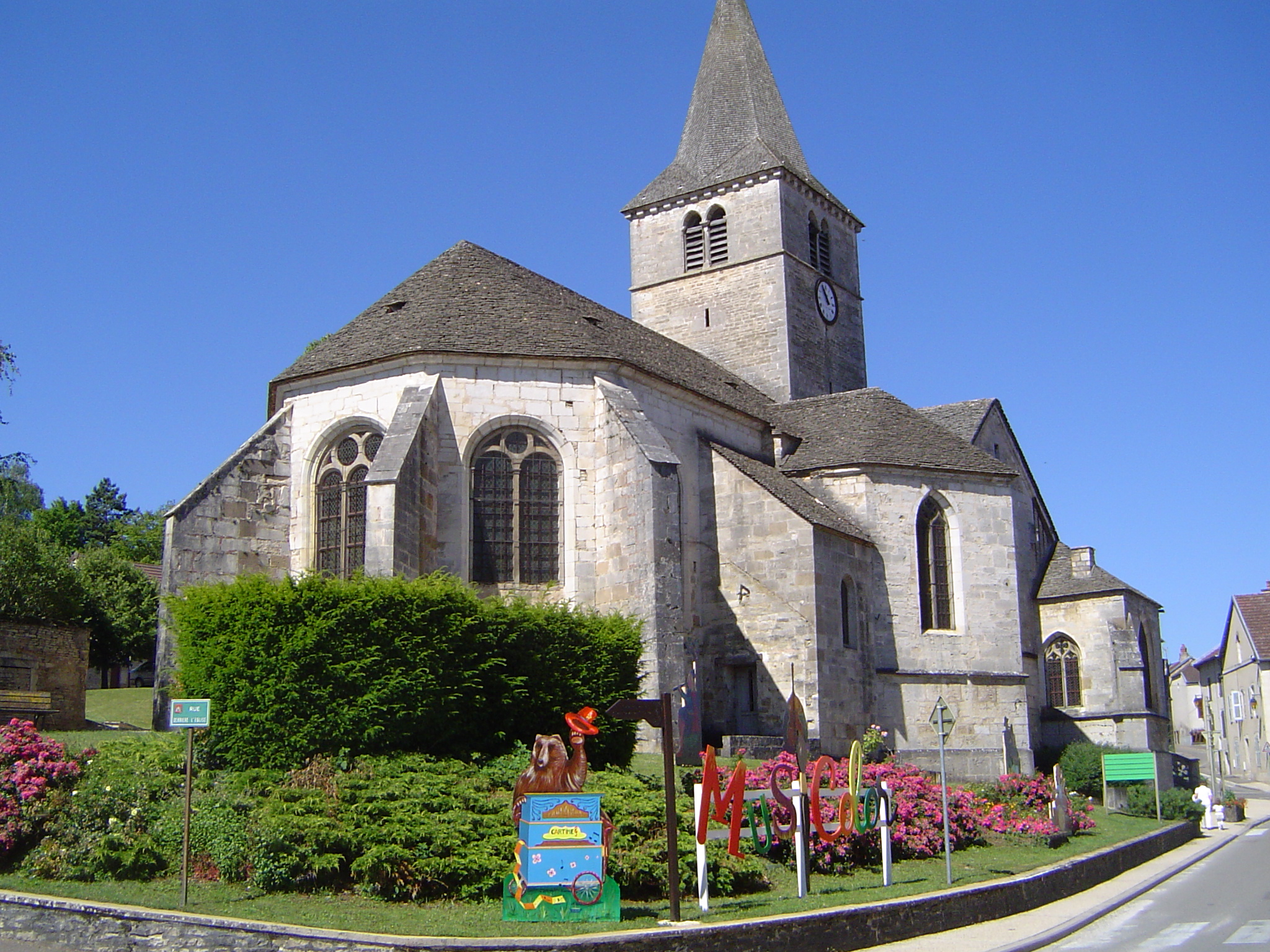
Kirche Saint-Rémi

- Kirche Saint-Rémi, Monument historique seit 1908
- Kapelle Sainte-Gertrude, Monument historique seit 1970
- gallorömische Ruinen von Les Tuillières, seit 1989 Monument historique

## Gemeindepartnerschaft
Mit der deutschen Gemeinde Gundersheim in Rheinland-Pfalz besteht eine Gemeindepartnerschaft.